# Damhert
Het damhert (Dama dama) is een evenhoevig zoogdier uit de familie van de hertachtigen (Cervidae). De wetenschappelijke naam van de soort werd als Cervus dama in 1758 gepubliceerd door Carl Linnaeus. Tussen de ijstijden leefden de damherten onder andere tot in West-Europa, maar de laatste ijstijd heeft de dieren naar Klein-Azië verdreven. De Romeinen brachten de soort weer met zich mee en verspreidden het dier door het gehele Romeinse Rijk. Tegenwoordig komt het op alle continenten behalve Antarctica voor. Het damhert is de soort die het vaakst gehouden wordt in hertenkampen. Het Mesopotamisch damhert (Dama mesopotamica) uit Iran en Irak werd soms als ondersoort van het damhert beschouwd.

## Uiterlijk
Het damhert is groter dan de ree en kleiner dan het edelhert. De kop-romplengte is 130 tot 170 centimeter en de schofthoogte 85 tot 110 centimeter. Het damhert kan 45 tot 100 kilogram zwaar worden, bij hoge uitzondering tot 130 kilogram. De staart is vrij lang: 16 tot 19 centimeter. Het mannetje (hertenbok of schoffelaar genaamd - aan schaufler, Duits jagersjargon, ontleend -, naar de vorm van het gewei van volwassen dieren) wordt over het algemeen zwaarder dan het vrouwtje (hinde genaamd).

### Kleur
Er zijn veel variaties in kleur, van wit via lichtbruin tot bijna zwart, maar meestal is de rugzijde roodachtig geel tot kastanjebruin van kleur en de buikzijde geelwit. De dominante kleur verschilt echter per gebied. In de winter is de vachtkleur grijzer. Het damhert ruit twee keer per jaar, een keer in mei of juni en een tweede keer in september of oktober. De vacht is meestal bezaaid met witte vlekjes, deze zijn in de winter minder opvallend. Bepaalde kleurpatronen, bijvoorbeeld geheel witte dieren, hebben geen vlekken. Bij zwarte dieren zijn de vlekjes eerder bruinzwart van kleur, lichter dan de rest van de vacht. De romp heeft een patroon van zwart en wit en een zwarte streep, die doorloopt tot de bovenkant van de staart. Deze zwarte streep ontbreekt bij geheel witte en geheel zwarte dieren.

### Gewei
Een opvallend kenmerk, waarmee het zich onderscheidt van andere echte herten, is het schoffelgewei. Hierbij zijn de einden van de takken met elkaar verbonden door platen. Enkel het mannetje draagt een gewei. Het wordt in april en mei afgeworpen, waarna het gelijk weer begint aan te groeien. De basthuid wordt in augustus en september afgeschuurd. Het gewei groeit naarmate het dier ouder wordt. Bejaarde mannetjes hebben weer kleinere geweien.

### Herkenning
Het damhert is makkelijk te verwarren met het eveneens gevlekte sikahert, maar de laatste heeft een vertakt gewei en is kleiner. Damherten zijn verder te herkennen aan een opvallend bosje haren bij de penisschede (voor mannetjes) of onder de vulva (bij vrouwtjes).

## Voedsel en leefwijze

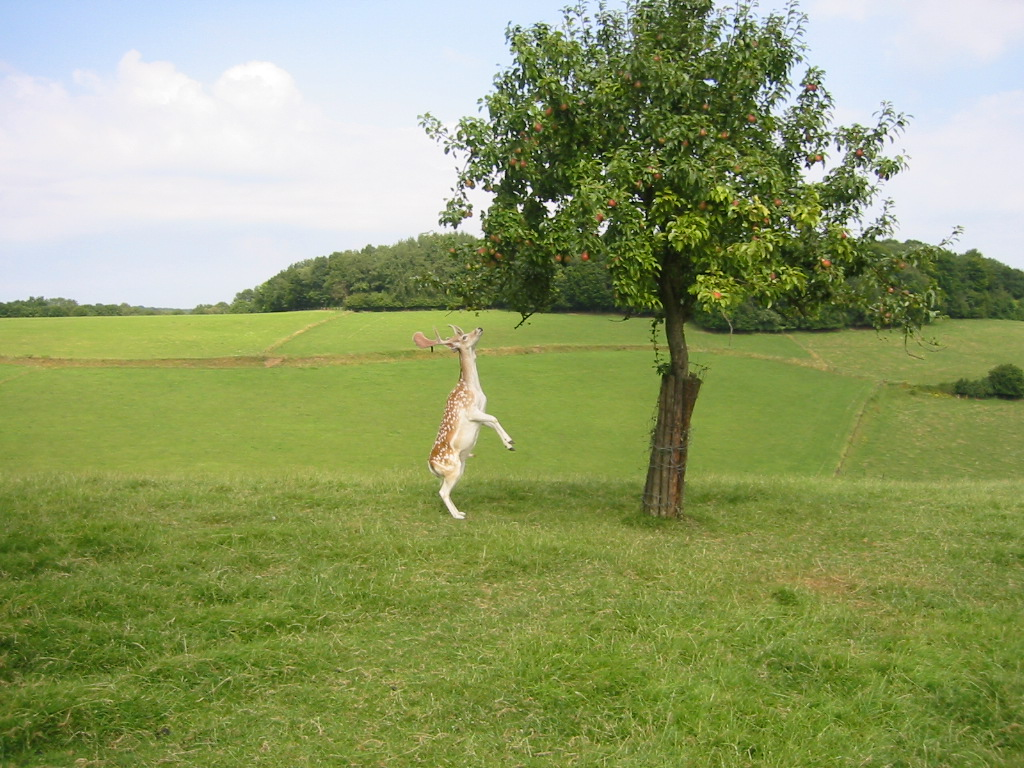
Damhert dat naar appels springt

Het damhert voedt zich voornamelijk met grassen, biezen en kruiden, aangevuld met jonge bladeren, bessen (rozenbottel, braam, bosbes), eikels, granen, wortelen en 's winters schors, hulst en heide. Aan de rand van het Teutoburgerwoud kan men ze op zomeravonden in appelboomgaarden treffen om (bijna) rijpe appels van de bomen te "stelen".
Het zijn dagdieren. In verstoorde gebieden zijn ze echter meer schemeringsdieren. Oudere mannetjes hebben de neiging vooral 's nachts te leven. Het damhert is een goede zwemmer.

### Sociaal gedrag
Damherten leven in gescheiden roedels. Na de paartijd leven de volwassen mannetjes in aparte vrijgezellengroepjes, terwijl de vrouwtjes (hinden) met hun nakomelingen van dit en voorgaande jaar in groepjes van vijf tot zeven dieren leven. Een hindenroedel wordt geleid door een dominant vrouwtje. Jonge mannetjes blijven meestal bij zo'n groep tot ze twintig maanden oud zijn, waarna ze trekken naar de vrijgezellengroepjes. Op open voedselrijke gronden kunnen de roedels zich samenvoegen tot groepen van tot wel tachtig dieren. In sommige (meestal meer open) gebieden komen het gehele jaar door gemengde roedels voor. Het damhert is buiten de bronsttijd niet territoriaal, en de woongebieden overlappen vaak. Het woongebied van de mannetjes is vaak groter dan dat van de hinden.

### Voortplanting en levensverwachting
De bronsttijd valt in de tweede helft van oktober en duurt tot begin november. Tijdens de aanloop naar de bronsttijd gaan de mannetjes gevechten aan voor een territorium. Meestal bestaat dit uit schijngevechten, maar echte gevechten komen voor. Er vallen echter zelden doden. Het veroverde territorium dient als strijdperk, "lek" genaamd, en ligt in ongeveer hetzelfde gebied als de voorgaande jaren. Met de hoeven krabt hij een ondiepe kuil in de grond, die hij besproeit met urine. Het territorium wordt gemarkeerd door langs de bomen te schuren. Met luide brullen lokt de hertenbok hindes. Het vrouwtje kiest het mannetje waarmee ze wil paren. Een minderheid paart met meerdere mannetjes in hetzelfde jaar, waarop de kans hoger is als het eerste mannetje oud is of als het mannetje zelf tijdens dezelfde bronsttijd vaker paarde. Dat is mogelijk te wijten aan de lagere spermakwaliteit van deze mannetjes.

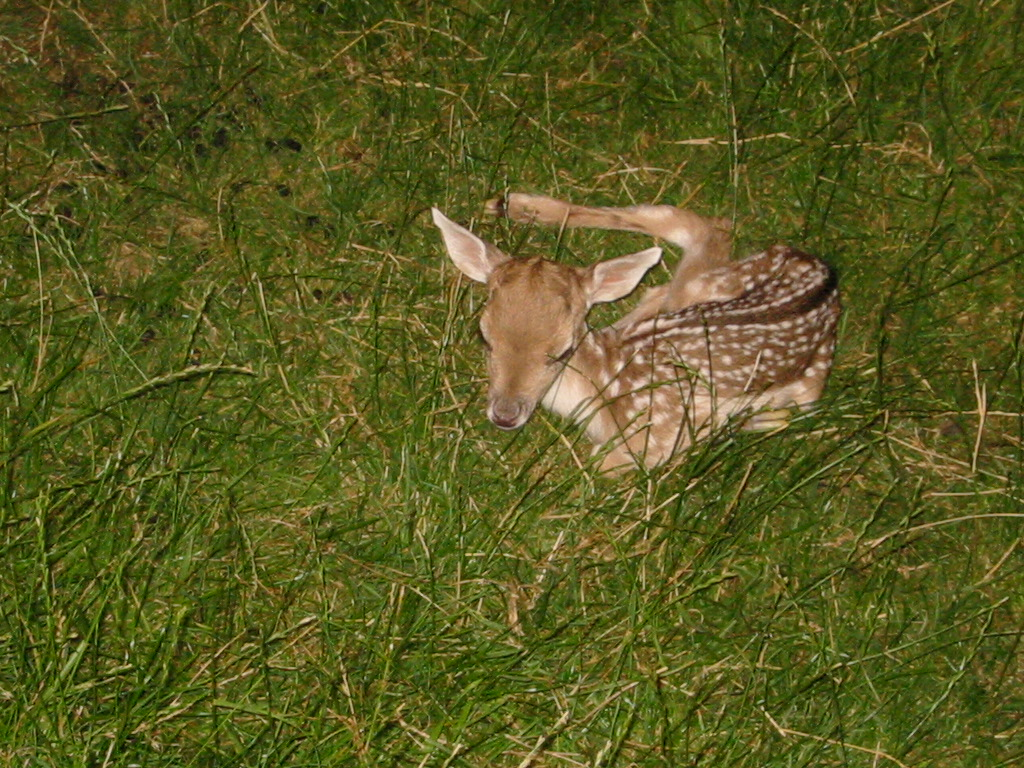
Kalf

Vrouwtjes zijn na zestien maanden geslachtsrijp, mannetjes na zeven tot veertien maanden. Jonge mannetjes zullen echter weinig kans hebben om zich voort te planten, aangezien ze nog niet sterk genoeg zijn om een territorium te veroveren.
In juni en juli, na een draagtijd van 230 dagen, wordt één kalf (zelden twee) geboren. Het kalfje weegt ongeveer 4,5 kilogram en heeft eenzelfde kleurenpatroon als volwassen dieren. Damherten die op volwassen leeftijd wit zijn, worden echter met een zandkleurige vacht geboren. Het kalf zal zich meestal de eerste weken verscholen houden in de vegetatie, maar het kan zijn moeder al volgen. De zoogtijd duurt gemiddeld zo'n twaalf weken.
Het damhert kan tot circa 25 jaar oud worden. De vrouwtjes zijn vruchtbaar tot een leeftijd van circa 23 jaar.

## Verspreiding en leefgebied
Het damhert komt van nature voor in volwassen loofbossen en gemengde bossen, zelden in naaldbossen. Hij heeft een voorkeur voor bossen met een dichte onderbegroeiing, in de buurt van open parkachtig bosgebied en landbouwgronden. In Spanje komt de soort ook in moerasgebieden voor. De bossen dienen voornamelijk als schuilplaats, terwijl de meer open gebieden als graasplek dienen.
Tijdens de interglacialen kwam het damhert voor in een groot gedeelte van Europa, maar is daar tijdens de laatste ijstijd uitgestorven. Slechts in Klein-Azië wist de soort zich te handhaven. Met behulp van de Feniciërs en de Romeinen en later de adel is de soort van daaruit weer ingevoerd in grote delen van Europa, van waar het weer over de rest van de wereld is verspreid. Tegenwoordig komt het damhert voor in het zuiden van Zweden en Finland, de Britse Eilanden, West- en Centraal-Europa van Noord-Frankrijk en de Benelux tot de Baltische staten en Roemenië, en in geïsoleerde populaties in Italië en het Iberisch Schiereiland (onder andere de Coto Doñana). Vanuit Europa is de soort ingevoerd in onder andere de Verenigde Staten, Argentinië, Zuid-Afrika, Australië en Nieuw-Zeeland.

### Het damhert in Nederland

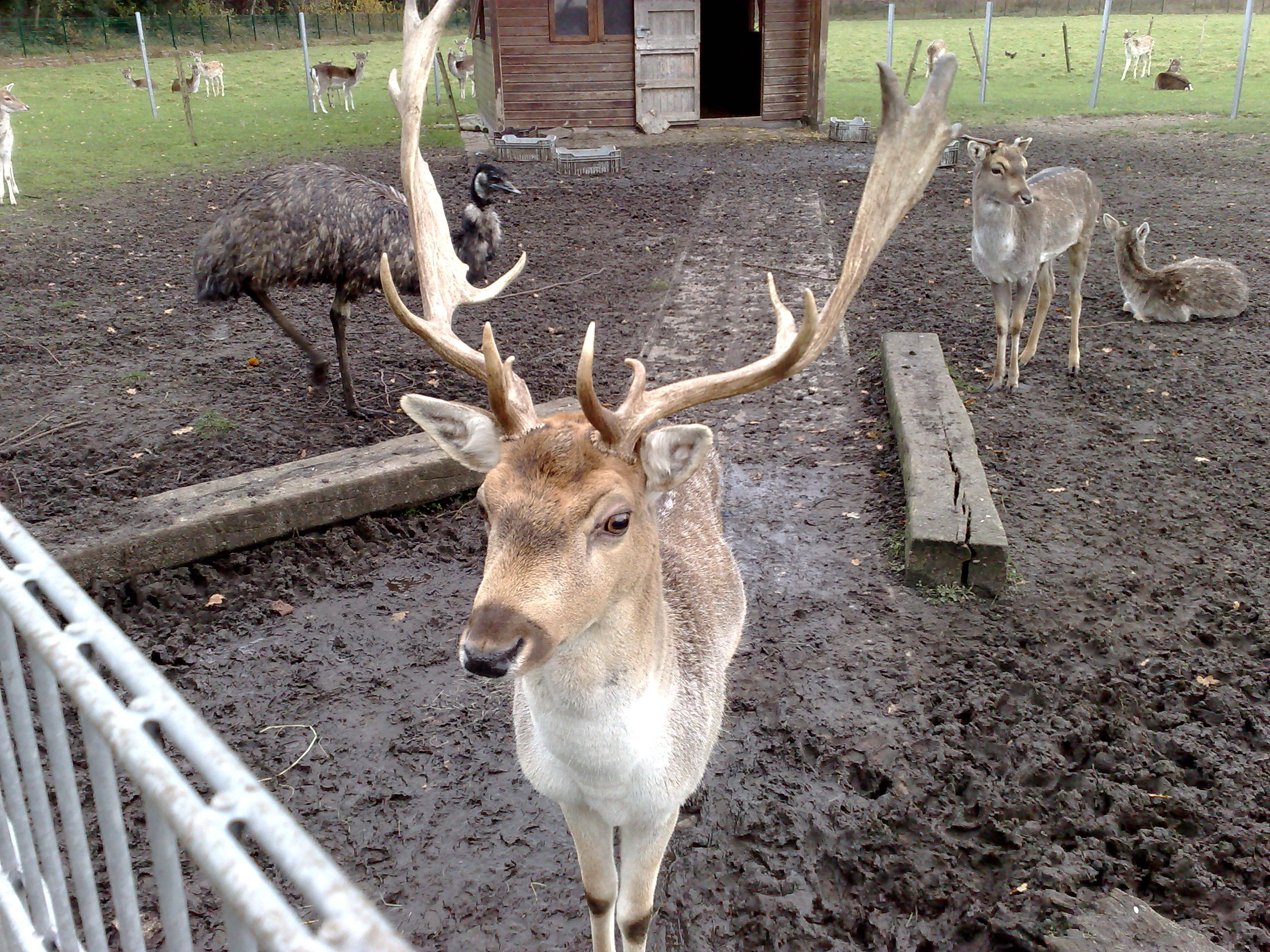
Damhert in een kinderboerderij in Noordwijkerhout

In Nederland komt het damhert voor op de Veluwe, in de duinen en op kinderboerderijen en hertenkampen. Er ontsnappen weleens een of meer damherten, zodat verspreid over Nederland verscheidene groepjes voorkomen.
Het damhert werd in 1994 op de Nederlandse Rode Lijst voor zoogdieren gezet in de categorie "bedreigd" en in 2007 als 'niet bedreigd' weer daarvan afgevoerd. Het beheer van damherten in de Waterleidingduinen en op de Veluwe leidde tot afschot om overpopulatie tegen te gaan. Men hoopt zo een stand te bereiken die in lijn is met de draagkracht van het gebied. Tegen deze afschot wordt geprotesteerd door dierenrechtenactivisten die stellen dat de jacht geen adequaat middel is dat structurele afname geeft maar dat de menselijke activiteiten het probleem veroorzaken. Op de Veluwe is inmiddels de wolf teruggekeerd die als predator fungeert.